# VG (agente nervioso)
El VG (también conocido como Amiton o Tetram), es un agente nervioso organofosforado clasificado actualmente como arma química. Fue usado originalmente como insecticida y acaricida a mediados de la década de 1950, comercializado con el nombre de Amiton. El VG fue sintetizado por primera vez por Ranajit Ghosh, un químico que trabajó en Imperial Chemical Industries (empresa británica).
La estructura química del VG es muy similar a la del VX. La toxicidad del VG es de aproximadamente 1/10 de la del VX, y es similar a la del Sarín.

## Producción
Se puede producir VG mediante la reacción de 2-dietilaminoetanol con clorotiofosfato de dietilo, con la consiguiente reorganización del éster tiono a la forma tiol.